# Deportes y juegos de Canarias
Los Juegos y deportes tradicionales canarios engloban las diferentes modalidades deportivas practicadas en Canarias, en su mayoría de origen rural, que se han ido transformando en actividades lúdicas, en algunos casos para evitar su desaparición y en otros, por simple competencia entre diferentes personas.
Aunque algunos de estos deportes ya eran practicados en mayor o menor medida por los antiguos habitantes de las islas, la mayor parte de ellos fueron traídos por los europeos que los colonizaron a partir del siglo XV y se practican de una u otra forma en otras partes del mundo.

## Arrastre de ganado

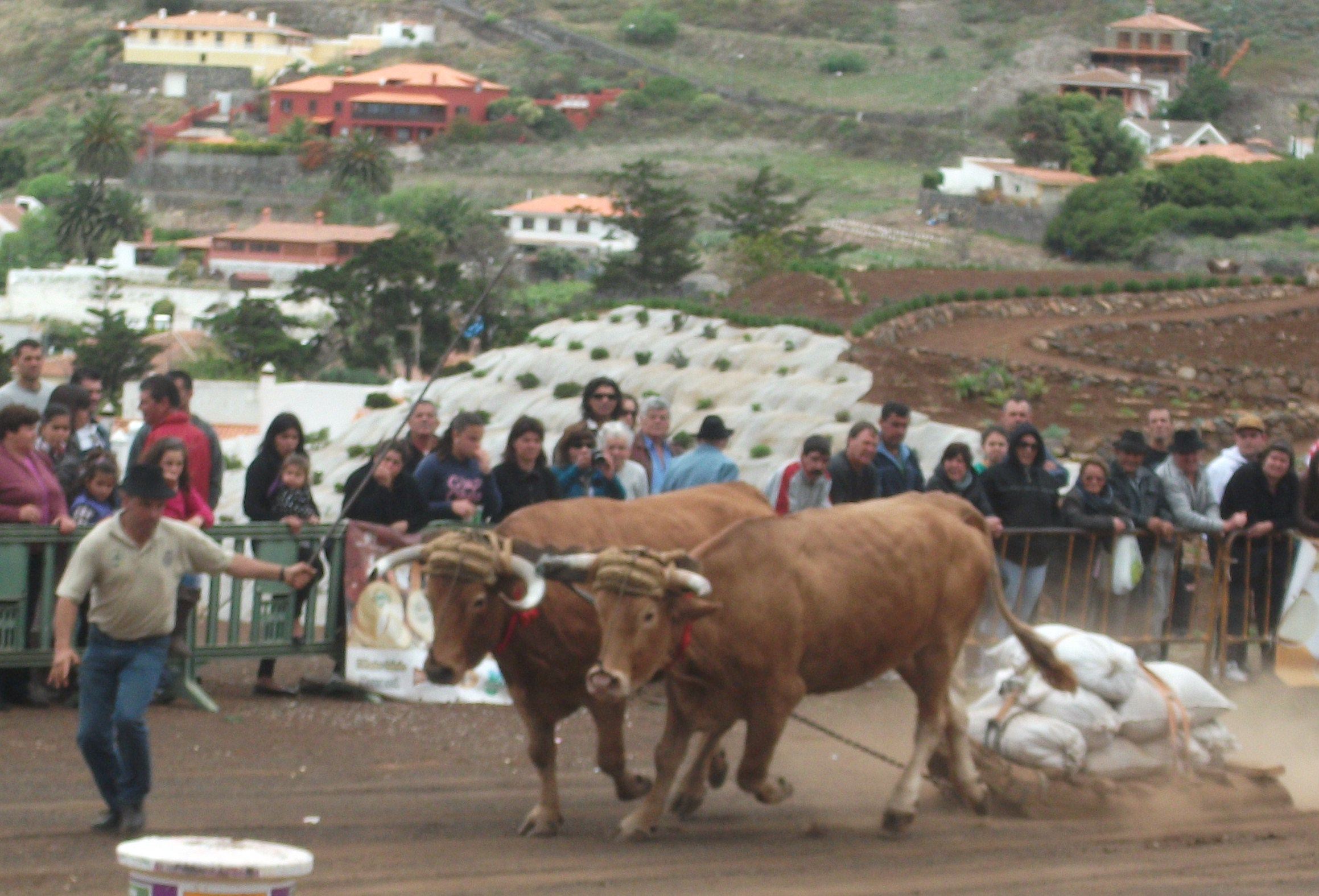
Yunta en Tegueste, Tenerife.

Consiste yuntas de ganado vacuno que deben realizar un trayecto de ida y vuelta de 35 metros arrastrando un peso determinado con un límite de tres minutos. La ganadora será la que lo realice en un espacio de tiempo más corto. Cada yunta debe estar formada por vacas o toros (no mezclados). Estas se inscriben en diferentes categorías en función del peso que vayan a arrastrar durante la prueba. Existen competiciones regulares en Tenerife, La Palma y Gran Canaria.

## Bola canaria
El juego llegó a las islas Canarias con los primeros colonizadores. La primera isla a la que llegó fue a Lanzarote, por eso también se le suelen llamar bolas conejeras, a partir de ahí se fueron difundiendo a las demás islas.
Similar al juego occitano de la petanca, la bola canaria ha tenido un auge en los últimos años gracias al aumento de fichas federativas de este juego, siendo junto con el fútbol y la lucha canaria, el deporte con más fichas federativas que hay actualmente en las Islas Canarias. El juego consiste en lanzar una bola desde el rayo, o marca de partida, con el objetivo de aproximarse lo más posible a una bolita, o boliche, con el mayor número de bolas disponibles del propio equipo. Los jugadores actúan a turno, decidiendo qué componente del equipo debe lanzar.

### Reglas de juego
La partida es a 12 tantos, siendo habitual jugar más de una, normalmente dos partidas. El número de bolas es de 12 para cada equipo, jugando por cada equipo normalmente 4 jugadores, aunque también se puede jugar individualmente, 2 jugadores, tres e incluso 5 jugadores, variando el número de bolas por cada jugador según cuantos jugadores por equipo, siendo normalmente 3 bolas por jugadores para equipos de 4 jugadores. Las bolas de un equipo se diferenciaban de las de otro por el color, ya que las bolas de un equipo son verdes y del otro equipo son rojas.
Sin embargo, a pesar de que no cambia de manera sustantiva el juego, la principal diferencia con el juego de bolas reside en la calidad o material con que está hecha la bola. En Lanzarote se defiende la madera, en contra de la bola de pasta, que está también muy difundida. Los viejos jugadores defienden la bola de madera porque obliga a un juego más difícil, en el que es más costoso "embochar" (golpear la bola del contrario), al ser la bola más ligera y con algo de menor volumen.

## Calabazo
El calabazo era una técnica para elevar el agua de riego, de la que se tienen referencias desde 1868 en Los Llanos de Aridane, que pasó a convertirse en deporte o actividad de exhibición a partir de la década de los 80 para evitar su desaparición. Se cree que llegó a las islas a través de los colonizadores portugueses que se instalaron en La Palma. Básicamente consiste en elevar a un nivel superior el agua de una acequia o canal con los brazos con la ayuda de un calabazo. La herramienta se compone de un palo de madera dura de longitud variable, en función de la altura del desnivel, con un gran recipiente en su extremo con capacidad de 4 a 20 litros que, inicialmente, era una calabaza secada al sol y en la actualidad una serie de piezas de lata soldadas.

## Levantamiento de piedras
Los aborígenes canarios ya practicaban el levantamiento de piedra pero se desarrolló tras la llegada de los europeos a las islas. Consiste en levantar piedras en estado natural con distintas finalidades como lanzarla lo más lejos posible, andar con ella una gran distancia o levantarla a la máxima altura. Estas piedras pesan mucho y son distintas para cada modalidad.
Se suele practicar en Lanzarote y Fuerteventura.

## Levantamiento del arado
En este deporte rural, los competidores deben levantar un arado hasta la vertical, agarrándolo por el timón, bajarlo lentamente a la horizontal y dar un giro antes de dejarlo en el suelo.  La medida del arado oscila entre los 4,5 y 5 metros de longitud y su peso está en torno a los 70 kilogramos. El impulsor de este deporte fue el luchador José Rodríguez Franco (1912-1991) más conocido como el Faro de Maspalomas.

## Lucha canaria
La lucha se desarrolla dentro de un círculo de arena denominado terrero. En él, dos luchadores se enfrentan agarrados por el extremo del pantalón, intentando derribarse. El principio básico es el desequilibrio del contrario hasta hacerle tocar el suelo con cualquier parte de su cuerpo que no sea la planta del pie, empleando para ello, con un buen agarre, una serie de mañas o técnicas. No se permite la lucha en el suelo ni ninguna clase de llaves o estrangulaciones para que no hayan heridos.

## Juego del palo

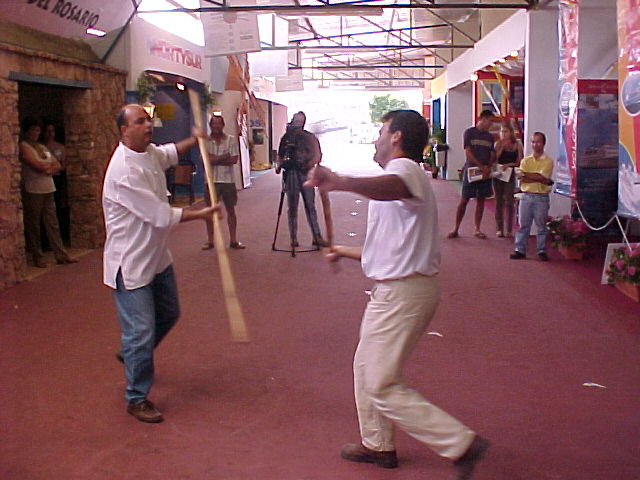
Exhibición durante FEDETUR 2000, en Pozo Negro, Antigua el 23/09/2000

Juego que se practica entre dos jugadores que, sin llegar a hacer contacto con el cuerpo del adversario, realizan un juego de esgrima con varas de madera rígidas llamadas palos, distinguiéndose tres modalidades definidas por el tamaño del palo: palo chico, palo mediano y garrote o palo grande. Su origen es probablemente aborigen y derivaría de funciones cotidianas como la defensa, manejo de animales y apoyo para caminar.

## Pelota mano
Deporte del que se tienen noticias desde 1616 en Teguise, Lanzarote, que se juega por equipos, generalmente de cinco jugadores.  Básicamente consiste en devolver una pelota de cuero con la mano, lanzada por el equipo contrario, antes de que dé dos botes.

## Salto del pastor

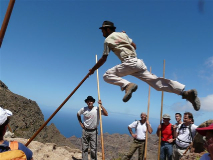
Salto de pastor.

Dada la accidentada orografía de las islas, los aborígenes utilizaban una lanza compuesta de una vara de madera y un cuerno de cabra en el extremo para salvar desniveles u obstáculos. Con la llegada de los europeos a las islas, el cuerno se sustituyó por un punzón de acero. Con el paso de los años y la progresiva desaparición del pastoreo, esta práctica ha ido tomando un carácter lúdico. La denominación de salto del pastor proviene de la relación de esta práctica con las tareas propias del pastor cuando acompaña a su ganado. Aparentemente, el palo para realizar saltos es muy semejante al garrote empleado para el juego del palo grande; la diferencia reside en la incorporación castellana del regatón, o pieza de hierro, a modo de capuchón, que se sitúa en el extremo que se apoya en el suelo, asegurándose así el mejor agarre «Otras mil gentilezas hacen, como es arrojarse peña abajo con una lanza muchos estados, que, como son a todos notorias, no quiero gastar tiempo en escribirlas».
El viajero portugués Gaspar de Fructuoso, a finales del siglo XVI, en la isla de La Palma, describe la actividad con cierto lujo de detalles. Esta referencia, junto a la de Verneau (1891), son las más definitorias de esta habilidad:
«Arrójanse con la lanza, llevada a lo largo del cuerpo del hombre, terciada de manera que ponen un tercio primero en la tierra o piedra donde dan con una contera de acero que trae la lanza, de un palmo de larga con su cubo, sin que pueda desviarse de donde da, y aunque sea tres lanzas de alto se tiran abajo y vienen a ponerse en el suelo con tanta facilidad, que parecen aves». (Gaspar de Frutuoso, 1590).
Se conocen distintas formas de medirse los pastores a modo de juego, en las que se cuentan proezas, como a saltar cada vez a mayor altura, o un salto desde lo alto del campanario de la iglesia consiguiendo agujerear una moneda puesta en el suelo; o a otras formas menos frecuentes, como saltar pequeñas alturas con el palo sujeto a la espalda.
El salto del pastor es una actividad de deambulación por medio de un palo grande, lanza o garrote, con el fin de salvar los desniveles y accidentes del terreno. Su práctica se conoce en todas las islas.
Existen diversos tipos de saltos y técnicas para realizarlos. Los tipos más comunes de saltos son a apoyar y deslizarse por la lanza, cuando la altura que se salva es menor que la altura de la lanza; a regatón muerto, cuando se salta al vacío. La técnica más empleada es la de apuntar con el regatón a un lugar, apoyar y deslizarse con las manos, manteniendo éstas una con la palma de la mano hacia arriba, el brazo extendido y cerca de los muslos, y la otra sosteniendo el palo en su extremo superior con el brazo flexionado; se busca que el cuerpo rápidamente se adose al palo, de manera que mantenga durante toda su ejecución el equilibrio, por ello se recomienda que las puntas de los pies deben caer muy cerca del regatón (caer a plomo). Escrutinio.

## Vela latina
Este tipo de embarcación se utilizó en   las costas del Mediterráneo y se cree que es originaria del Nilo o del Pacífico. En Canarias existen botes y barquillos. Probablemente su uso para la pesca y la necesidad de llegar a puerto primero para vender la captura, fue lo que la convirtió en un deporte de competición. Los botes, con una eslora de 6,55 metros, una gran vela triangular y ocho tripulantes, son utilizados en la Bahía de Las Palmas de Gran Canaria por sus condiciones, pues fuera de ahí, sería imposible manejarlo. El barquillo, sin embargo, ha sido utilizado en todas las islas aunque hoy en día, su práctica está más extendida en Fuerteventura y Lanzarote, siendo en esta última donde se celebró la regata más antigua que se conoce con motivo de las fiestas de San Ginés de 1904. Los barquillos de 5 metros de eslora llevan de 3 a 4 tripulantes y los de 8,55, de 7 a 12.